# Pierre Caubère
Pierre Caubère est un homme politique français né le 5 mars 1748 à Saint-Girons (Ariège) et mort le 4 mars 1823 à Toulouse (Haute-Garonne).

## Biographie
Homme de loi à Saint-Girons, il est député de l'Ariège à l'Assemblée nationale législative de 1791 à 1792, siégeant dans la majorité (aussi appelée la Plaine).
Il est ensuite président du tribunal criminel de l'Ariège en l'an IV, puis juge au tribunal d'appel de Toulouse en 1800, restant conseiller à la Cour d'appel de Toulouse sous la Restauration.